# 2013感動香港
亞洲電視舉辦之2013ATV感動香港年度人物評選（感動香港十大人物評選），是連續舉行第四屆，今年之大型頒獎典禮，繼續弘揚感動精神。本屆官方口號為感動從香港出發。
節目由中國人壽保險（海外）股份有限公司冠名贊助，稱為《中國人壽（海外）呈獻：ATV 2013感動香港人物推選》。
下一年感動香港的資訊，請參見2014感動香港。

## 2013感動香港大使
- 著名香港創作歌手︰Soler[1]

## 評選委員會[2]

### 大會首席評選委員
- 曾鈺成，GBS，JP

### 大會評選委員
| - 朱蓮芬，BBS，JP - 何君堯 - 李茜博士 - 李樂詩博士，MH - 周伯展醫生，JP - 周振基博士，SBS，BBS，JP - 吳觀清 - 林東 - 林淑儀，SBS - 林錦波 | - 邱榮光博士，JP - 高誌樫 - 張喜朋 - 梁子微博士 - 梁安琪 - 梁美芬博士，JP - 梁紀昌 - 梁麗娟 - 郭九 - 陳芝瑛 | - 陳英傑 - 葛珮帆博士，JP - 馮檢基，SBS，JP - 楊耀忠，BBS，JP - 潘德鄰醫生、 - 盧寵茂教授，JP - 魏秋樺 - 藍鴻震，GBS，ISO，JP - 蘇金妹 - 龔中心 |

## 2013感動香港人物推選
|  | 十大感動人物得主 |

| 編號 | 主題         | 感動人物               |
| 1    | 以愛引「道」 | 張偉民                 |
| 2    | 愛滿載       | 林志偉                 |
| 3    | 愛在永恆中   | 周梅玉                 |
| 4    | 「髮」現愛   | 鄧鉅明                 |
| 5    | 跨越崎嶇路   | 羅偉祥                 |
| 6    | 守望精神     | 莫競球                 |
| 7    | 鴻鵠大志     | 阮繼志                 |
| 8    | 獨具「匠」心 | 鄧鉅明                 |
| 9    | 走出迷途     | 胡炳泉                 |
| 10   | 跑出我天地   | 吳凱琪                 |
| 11   | 商‧愛        | 凌浩雲                 |
| 12   | 希望之光     | 古慧敏姑娘             |
| 13   | 送暖無疆界   | 陳小錦                 |
| 14   | 牧愛新生     | 楊學明牧師             |
| 15   | 信望相愛     | 梁偉樂                 |
| 16   | 「足」動     | 山度士                 |
| 17   | 環保勇士     | 黎梅貞                 |
| 18   | 因愛重生     | 謝雅儀                 |
| 19   | 靜聽心聲     | 莫美寧                 |
| 20   | 旭日照萬方   | 麥耀陽                 |
| 21   | 扶障解困     | 方叔華神父             |
| 22   | 醫者父母心   | 梁子正醫生             |
| 23   | 無「毒」有偶 | 羅裕群                 |
| 24   | 再生天使     | 鍾惠玲                 |
| 25   | 有愛無礙     | 譚永昌                 |
| 26   | 伴行餘暉路   | 聶揚聲                 |
| 27   | 萬千「寵」愛 | 麥志豪                 |
| 28   | 心靈「醫」靠 | 吳偉達醫生             |
| 29   | 樂在其中     | 區品聖                 |
| 30   | 大放「義」彩 | 杭彩英、黃文傑、袁思哲 |

## 『感動一刻』攝影比賽
亞洲電視特別舉辦『感動一刻』攝影比賽，邀得著名攝影師 - 水禾田先生擔任評委及攝影顧問，透過相片記錄發生在身邊的感動人心的時刻。

## 外部連結
- 《ATV 2013 感動香港人物推選》官方網頁
- 《ATV 2013 感動香港年度人物頒獎禮》香港手語版本（页面存档备份，存于）
- 《ATV 2013 感動香港年度人物頒獎禮》中文字幕版本（页面存档备份，存于）